# Њурба
Њурба (рус. Нюрба) - село и административни центар истоимног Њурбинског рејона у западном делу Јакутије.
Има укупно 9.915 становника (2013)

## Историја
Прво насеље основано је средином XVIII века. Године 1958. место је стекло статус градића.
У совјетско доба, град је играо улогу као центар развоја, производње и транспорта дијаманата у Јакутији под окриљем државне агенције за истраживање. Такође, место је познато и по највећој хеликоптерској ескадрили на Руском далеком истоку и Сибиру.

## Становништво
| 1939. | 1959. | 1970.  | 1979.  | 1989.  | 2002.  | 2010.  |
| ----- | ----- | ------ | ------ | ------ | ------ | ------ |
| 2.000 | 6.612 | 10.044 | 22.647 | 11.934 | 10.309 | 10.157 |